# Ettore Gliozzi (linguista)
Ettore Gliozzi (Ardore, 9 luglio 1869 – Bari, 17 aprile 1962) è stato un linguista, pedagogista e storico italiano, noto anche come scrittore ed educatore.

## Biografia
Il ministro Giovanni Gentile lo chiamò tra i suoi consulenti per la riforma della scuola. Terminò la sua carriera come Ispettore Centrale della Pubblica Istruzione, a Roma, dopo essere stato insegnante nelle scuole elementari sull'Aspromonte e poi direttore didattico a Catanzaro. Da lì fu trasferito a Roma e in altre città fino ad arrivare a Torino, che considerava la sua seconda patria. Da Torino, dopo molti anni, tornò a Roma, sua ultima sede, con la promozione a Ispettore Centrale della Pubblica Istruzione. 
A Torino stabilì una lunga collaborazione con la Società Editrice Internazionale (SEI), per cui scrisse numerosi testi scolastici. La sua grammatica Lingua Nostra per la scuola media, ristampata anche negli anni 2000, fu considerata uno dei testi di più semplice assimilazione per i giovani. Sempre per la SEI scrisse anche il libro di racconti Mariella.
Fu un grande cultore delle vicende, del dialetto e delle tradizioni calabresi e ardoresi, come confermano alcune sue opere: L'emigrazione nelle province meridionali, I martiri dello Jonio, dedicata ai cinque giovani calabresi a capo di un movimento risorgimentale che fallì anche in seguito all'intervento delle truppe borboniche, e la monografia Ardore, stampata nel 1905 dalla Casa editrice libraria della gioventù di Santa Maria Capua Vetere e ristampata prima dal Comune di Ardore e poi dalla Franco Pancallo editore, nel 2006, nella collana Città antiche del meridione.
Nello stesso filone rientrano i libri Il parlare calabrese e l'italiano (1923), poi ampliato in La Calabria. Sussidiario per la cultura regionale e nozioni varie (1924). Gliozzi aveva intuito che era essenziale imparare preventivamente la grammatica del dialetto.
Un incendio nella biblioteca della sua villa di Ardore distrusse l'opera più importante alla quale aveva lavorato: un voluminoso vocabolario calabrese-italiano che avrebbe dovuto far seguito alla sua Raccolta di proverbi calabresi confrontati con i corrispondenti proverbi toscani del 1919.
Fu sindaco di Ardore per un breve periodo.

## Riconoscimenti
Casa Savoia lo insignì dell'onorificenza di Cavaliere dell'Ordine dei Santi Maurizio e Lazzaro, che gli dava diritto di sedere alla destra del Re nelle manifestazioni pubbliche.

## Opere principali
- Ardore (1905), monografia storica
- Lingua Nostra. Nozioni di grammatica italiana (1938)
- L'emigrazione nelle province meridionali
- I martiri dello Jonio
- Mariella, fiabe e novelle per i giovinetti
- Raccolta di proverbi calabresi confrontati con i corrispondenti proverbi toscani (1919)
- Il parlare calabrese e l'italiano (1923)
- La Calabria. Sussidiario per la cultura regionale e nozioni varie (1924)
- Su calavrisi. Libro per gli esercizi di traduzione dal dialetto
- Ricordi. Nuovissimo sussidiario per le scuole elementari e popolari
- Prime Luci. Letture educative e istruttive per alunni e alunne delle scuole elementari
- Grammatica. Per le scuole elementari superiori